# Bay rum

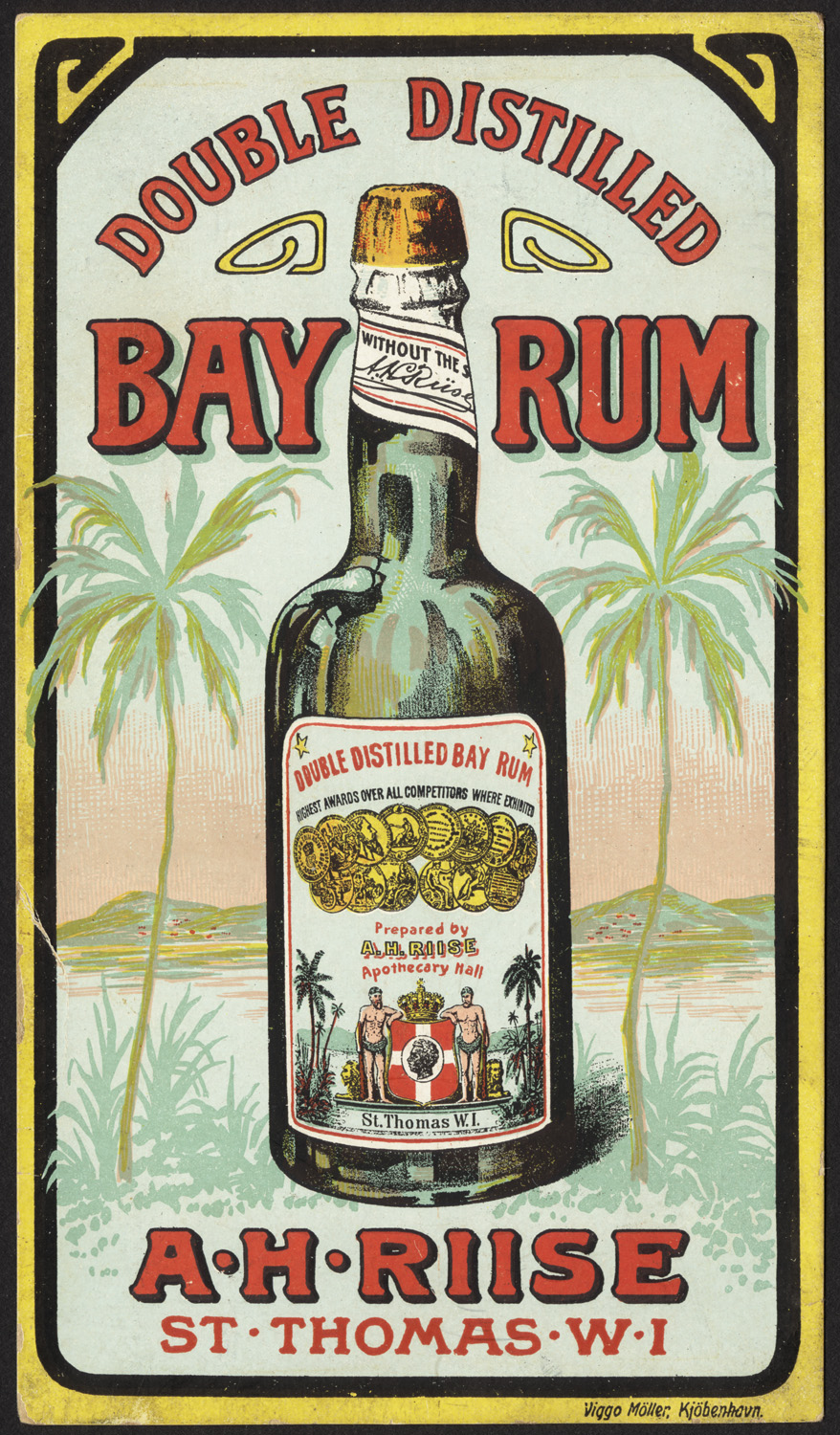
Carte d'affaire du XIXe siècle, montrant du bay rum fabriqué à St. Thomas.

Le bay rum est le nom d'une lotion de style Eau de Cologne ou après-rasage. On l'applique en massage après le sport pour « détend(re) les muscles fatigués. Elle est utilisée par les Antillais comme lotion de massage pour soulager les courbatures, les douleurs et les refroidissements. »
Il s'agit d'une macération alcoolique qui a été initialement fabriquée à Saint-Thomas (Îles Vierges des États-Unis) « et probablement d'autres  îles des Antilles » : du rhum blanc à 50° dans lequel sont macérées des feuilles de bois d’Inde (Pimenta racemosa) plus, selon les recettes, des huiles essentielles d’agrumes (lime principalement) et/ou d’épices comme la cannelle et le clou de girofle.
Il fut d'abord en vogue à New York  et d'autres villes américaines avant qu'il fût disponible en Europe,. 
Il était utilisé comme un substitut d'alcool ou de whiskey durant la Prohibition ou parmi les Amérindiens sur le Territoire indien.